# Estación de Aeroport T2 metróállomás
Estación de Aeroport T2 a Spanyolországban, Barcelonában található barcelonai metró L9-es vonalának állomása. A metróállomáson átszállhatunk a Josep Tarradellas Barcelona-El Prat repülőtér 2-es termináljáról induló repülőgépekre.

## Metróvonalak
Az állomást az alábbi metróvonalak érintik:
- 9-es metróvonal

## Kapcsolódó állomások
Az állomáshoz az alábbi állomások vannak a legközelebb:
- Mas Blau (metróállomás) (Zona Universitària, 9-es metróvonal)
- Aeroport Terminal de Càrrega station (Estación de Aeroport T1, 9-es metróvonal)